# Egon Schnabel
Egon Schnabel (ur. 19 maja 1937 w Wechmar) – niemiecki biathlonista reprezentujący NRD. W 1965 roku wystąpił na mistrzostwach świata w Elverum, gdzie zajął 18. miejsce w biegu indywidualnym i czwarte w drużynie. Na rozgrywanych dwa lata później mistrzostwach świata w Altenbergu był osiemnasty w biegu indywidualnym i piąty w sztafecie. W 1964 roku wystartował na igrzyskach olimpijskich w Innsbrucku, gdzie zajął 24. miejsce w biegu indywidualnym. Nigdy nie wystąpił w zawodach Pucharu Świata.
Na arenie krajowej zdobył tytuł mistrza NRD w sztafecie w 1965 roku. Zwyciężał też indywidualnie w latach 1965-1967, a w 1962 roku był drugi.

## Osiągnięcia

### Igrzyska olimpijskie
| Rok  | Miejscowość | Konkurencje | Konkurencje | Konkurencje | Konkurencje | Konkurencje | Konkurencje | Konkurencje |
| Rok  | Miejscowość | IN          | SP          | PU          | MS          | RL          | MR          | SR          |
| ---- | ----------- | ----------- | ----------- | ----------- | ----------- | ----------- | ----------- | ----------- |
| 1964 | Innsbruck   | 24.         | nd.         | nd.         | nd.         | nd.         | nd.         | –           |

### Mistrzostwa świata
| Rok  | Miejscowość | Konkurencje | Konkurencje | Konkurencje | Konkurencje | Konkurencje | Konkurencje | Konkurencje |
| Rok  | Miejscowość | IN          | SP          | PU          | MS          | RL          | MR          | SR          |
| ---- | ----------- | ----------- | ----------- | ----------- | ----------- | ----------- | ----------- | ----------- |
| 1965 | Elverum     | 18.         | nd.         | nd.         | nd.         | 4.          | nd.         | –           |
| 1967 | Altenberg   | 18.         | nd.         | nd.         | nd.         | 5.          | nd.         | –           |